# 上智大学大学院グローバル・スタディーズ研究科・総合グローバル学部
上智大学総合グローバル学部（じょうちだいがくそうごうグローバルがくぶ、英称：Faculty of Global Studies）は、上智大学が設置する総合グローバル学部。上智大学大学院グローバル・スタディーズ研究科（じょうちだいがくだいがくいんグローバル・スタディーズけんきゅうか、英称：Graduate School of Global Studies）は、上智大学が設置する大学院グローバル・スタディーズ研究科。

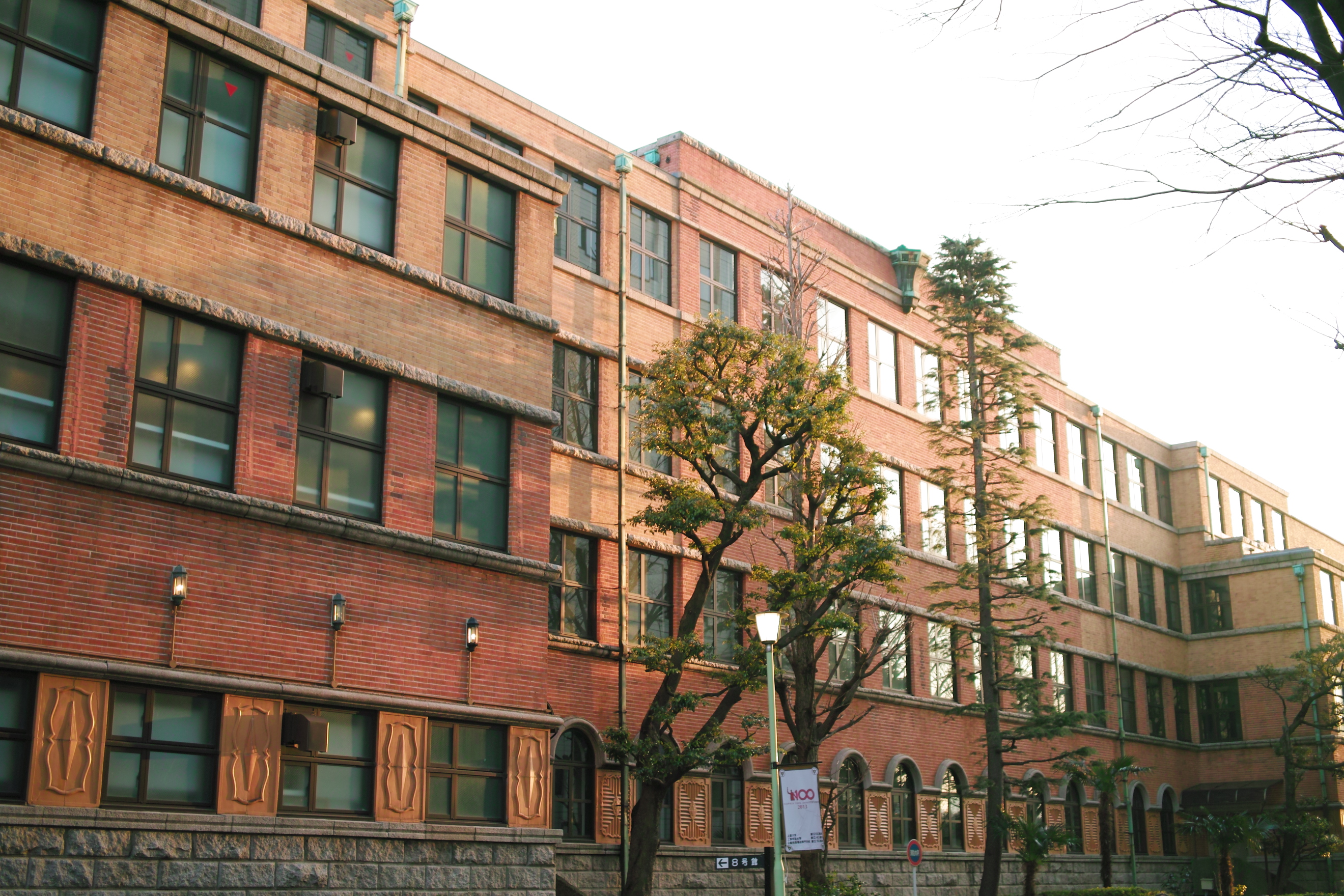
上智大学1号館（1932年竣工、スイス人建築家マックス・ヒンデルによる設計）

## 概要
2014年に外国語学部の国際関係副専攻及びアジア文化副専攻の教員が独立するかたちで設立された。
21世紀を「アジア・アフリカの世紀」と捉え、アジア、中東・アフリカ研究の専門家を揃え、地域研究の中軸に据えたことで、外国語学部がカバーする地域研究と合わせると大学全体として世界中のほぼ全エリアを研究する体制が整った。
学科としては総合グローバル学科の1学科が設置されている。1つの学科の中で独立した学問分野である「国際関係論」と「地域研究」の両分野を並行して学び、グローバルとローカルの双方向視点を養うことができるカリキュラムを有する日本初の学部である。略称はFGS。
カリキュラムは国際関係論と地域研究の2つの専門領域を有機的に組み合わせ、学生一人ひとりが自分なりのグローバル・スタディーズを実現できるようになっている。1年次にグローバル・スタディーズを総合的に学んだ後、2年次より国際関係論として「国際政治論」「市民社会・国際協力論」のどちらかを、地域研究として「アジア研究」「中東・アフリカ研究」のどちらか（外国語学部が開講する「北米研究」「ヨーロッパ研究」「ラテンアメリカ研究」「ロシア・ユーラシア研究」の選択も可能）を選択し、複合的な視座の獲得を目指す。取得できる学位は学士（国際関係論）、学士（地域研究）。

## 沿革
- 2014年 - 上智大学に総合グローバル学部総合グローバル学科を設置[1]。
- 2020年9月 - SPSF (Sophia Program for Sustainable Futures)コースを設置[7]。

## 学部
- 総合グローバル学科[4]
  - 入学定員220人・収容定員880人[4]

## 大学院
- 国際関係論専攻
- 地域研究専攻
- グローバル社会専攻
- 国際協力学専攻

## 著名な出身者
- 内田侑希 - 気象キャスター、2017年度ミスソフィア
- 中村星来 - モデル
- 山本ソニア - モデル
- 藤井サチ - モデル